# Ida Pfeifferová
Ida Laura Pfeifferová, rozená Reyerová (nepřechýleně Pfeiffer; 14. října 1797 Vídeň – 27. října 1858 tamtéž) byla rakouská cestovatelka, přírodovědkyně a autorka cestopisů. Podnikla dvě cesty kolem světa. Jako první Evropanka vstoupila do vnitrozemí ostrova Borneo. Jako žena v období biedermeieru byla pozoruhodnou výjimkou. Na svých cestách urazila celkem 240 000 km po moři a 32 000 km po souši, navštívila čtyři kontinenty. O těchto cestách napsala 13 knih, které byly přeloženy do sedmi jazyků, včetně češtiny. Její cesty a dílo bylo ve své době rovněž zlehčováno a zesměšňováno.

## Život
Narodila se jako třetí dítě v rodině majitele textilky Aloyse Reyera. Vyrůstala se svými pěti bratry a sdílela jejich zájmy i oblečení. Po smrti otce, když jí bylo 9 let se ji matka snažila přeměnit v poslušnou dívku. V roce 1820 ve věku 23 let se provdala za advokáta Marka Antona Pfeiffera, který byl o 24 let starší. Z manželství se narodili synové Alfred (narozen 1821) a Oscar (narozen 1824 – zemřel po 1882, hudebník). V roce 1833 opustila manžela a věnovala se vzdělávání svých synů. Když se synové osamostatnili, rozhodla se uskutečnit své cestovatelské sny.
Cesty
V roce 1842 podnikla devítiměsíční cestu do Palestiny a Egypta.
V roce 1845 podnikla cestu na Island, do Norska a Švédska.
V letech 1846–1848 podnikla svou první cestu kolem světa. Cestovala z Hamburku do Brazílie, navštívila Chile, Tahiti, Indii. Dále navštívila Mezopotámii, Persii, Arménii a Gruzii.
V letech 1851–1855 podnikla druhou cestu kolem světa. Navštívila jižní Afriku, jihovýchodní Asii, severní a jižní Ameriku.
V letech 1856–1858 podnikla další cestu na ostrovy Mauricius a Madagaskar. Zde onemocněla malárií a předčasně se vrátila do Vídně, kde krátce na to zemřela v domě svého bratra.

## Spisy
O svých cestách napsala celkem 13 knih.
- Reise einer Wienerin in das Heilige Land, 2 svazky, 1833
- Reise nach dem skandinavischen Norden und der Insel Island im Jahre 1845. 2 svazky. Pest, 1846
- Eine Frauenfahrt um die Welt. Reise von Wien nach Brasilien, Chili, Otahaiti, China, Ost-Indien, Persien und Kleinasien, 3 svazky, 1850
- Meine zweite Weltreise, 4 svazky, 1856
- Reise nach Madagaskar, 2 svazky, 1861 (vydal posmrtně její syn Oskar Pfeiffer)[2]

#### Překlady do češtiny
- 1846 Putowánj do Swaté země : totiž z Wjdně do Konstantinopole, do Brusy, Bairutu, Joppen, Jerusaléma, k Jordánu a mrtwému moři, do Nazaréta, Damassku, Bálbeku a na Libán, do Alexandrie, Kaira, po paussti k čerwenému moři a zpátky přes Melitu, Sicilii, Neapoli, Řjm a t.d. / od Idy Pfeifferowy, rozené Reyerowy, dle třetjho wydánj přeložil Jan Št. Křeček[3]

## Ocenění
Ačkoliv neměla systematické vědecké vzdělání, přinesla ze svých cest řadu významných a cenných poznatků, opravila řadu chyb a nepřesností o navštívených krajích. Přivezla mnoho předmětů etnografické a přírodovědné povahy (hmyz, rostliny a minerály) které jsou dnes uloženy v Přírodovědném muzeu ve Vídni.
V roce 1856 navštívila Berlín, kde byla přijata Alexandrem von Humboldt, Bettinou von Arnim a obdržela Zlatou medaili za vědu a techniku od pruského krále Fridricha Viléma IV. (Goldene Medaille für Wissenschaft und Kunst). Berlínská etnografická společnost (Gesellschaft für Erdkunde zu Berlin) ji jmenovala jako první ženu svou čestnou členku. Obdržela rovněž členství Francouzské geografické společnosti (Société de géographie). Britská Královská zeměpisná společnost (Royal Geographical Society) ji členství odepřela, protože stanovy zakazovaly, aby členem společnosti byla žena.

## Galerie

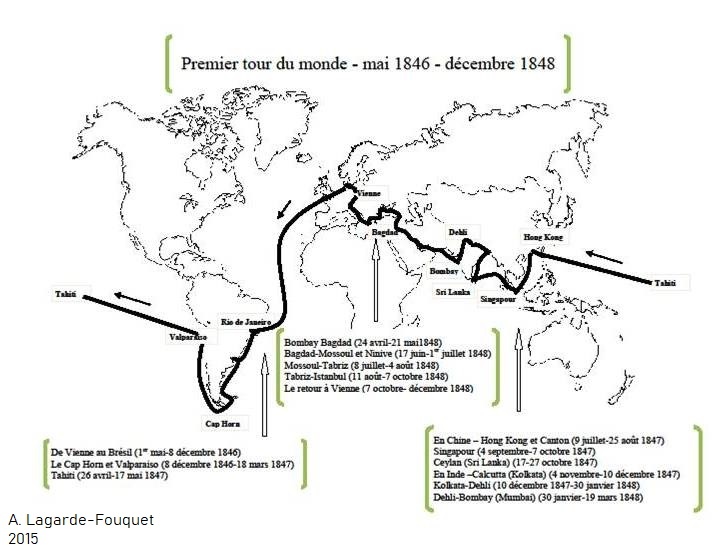
Mapa první cesty kolem světa 1846–1848
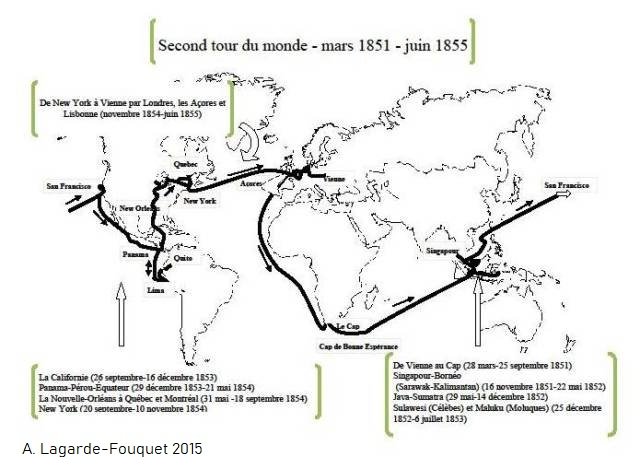
Mapa druhé cesty kolem světa 1851–1855
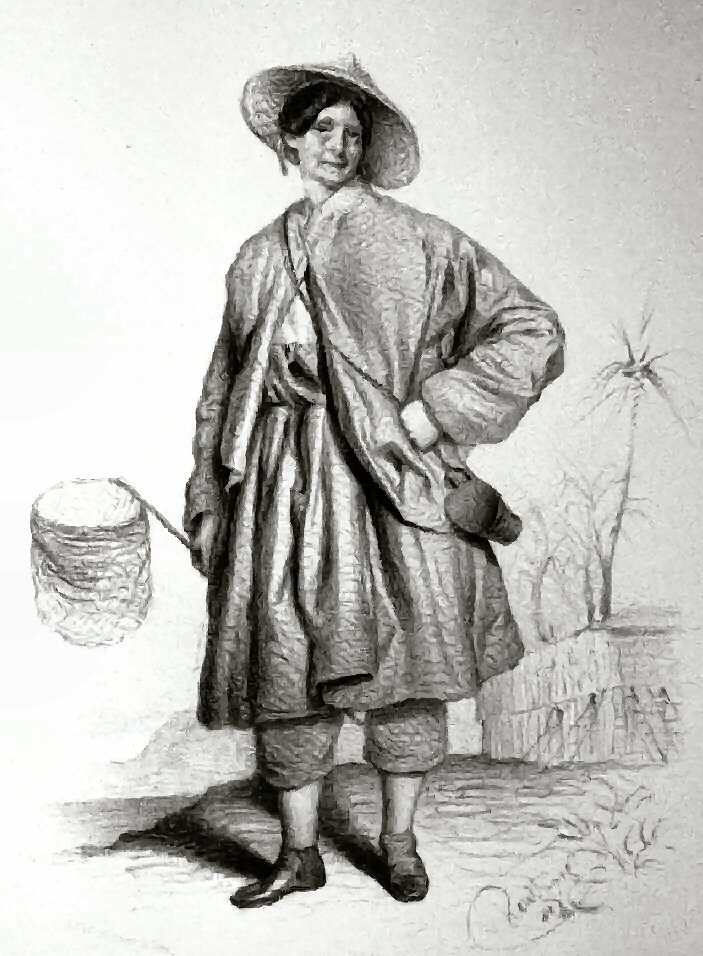
Ida Pfeifferová v cestovním kostýmu
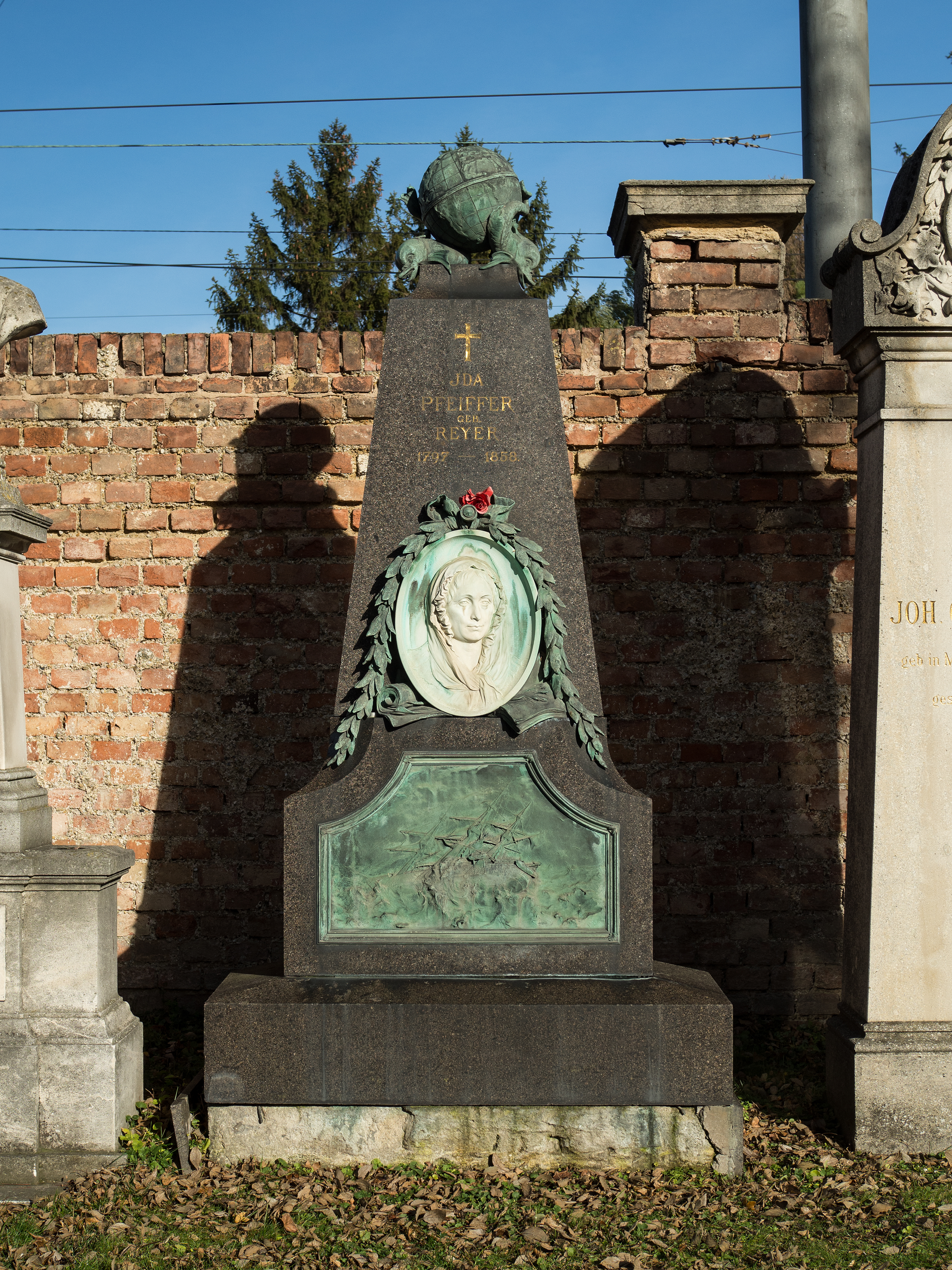
Náhrobek na vídeňském hřbitově